# Leuciscus danilewskii
Leuciscus danilewskii är en fiskart som först beskrevs av Kessler, 1877.  Leuciscus danilewskii ingår i släktet Leuciscus och familjen karpfiskar. IUCN kategoriserar arten globalt som livskraftig. Inga underarter finns listade i Catalogue of Life.